# リーブル

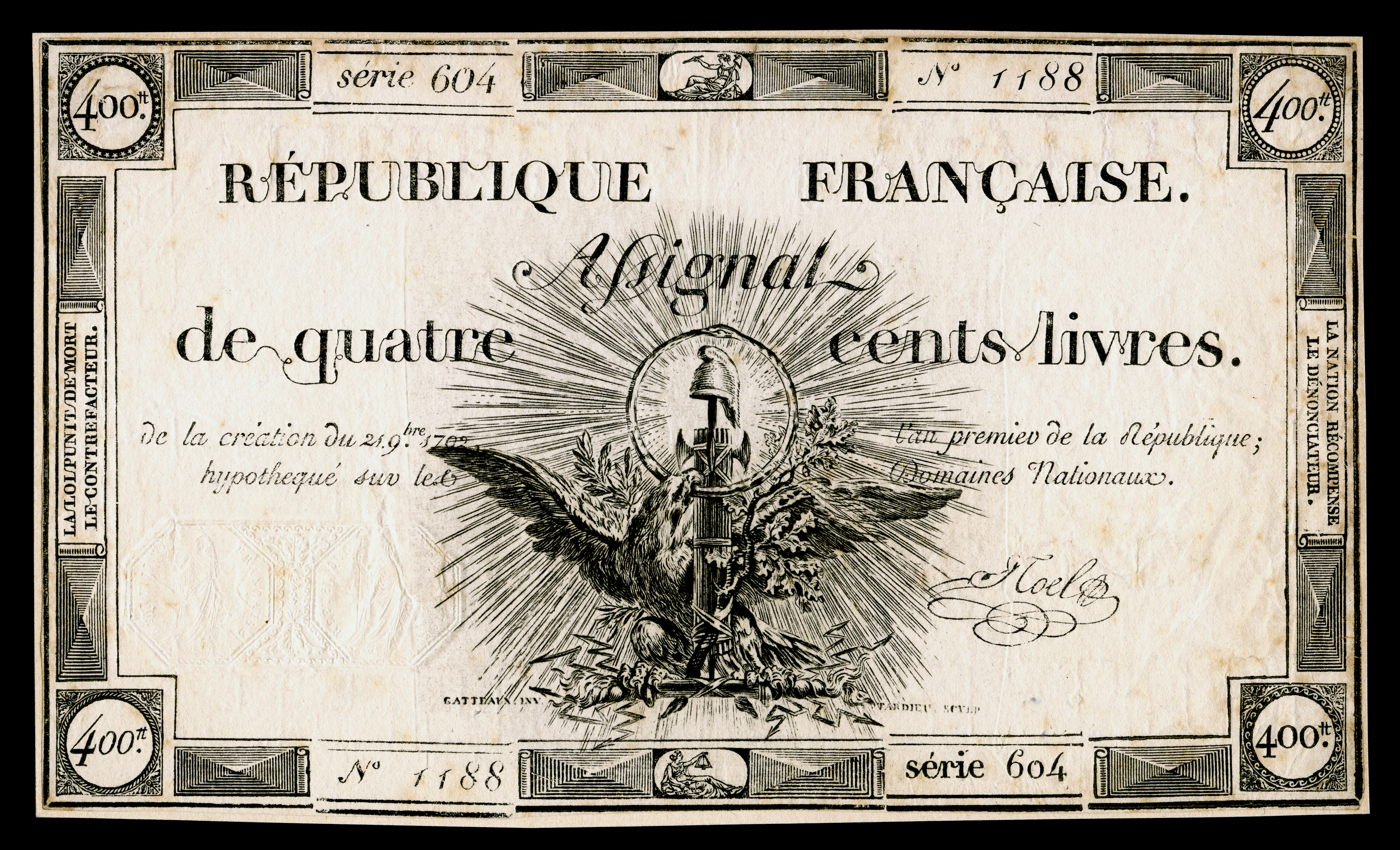
400リーブル紙幣（フランス革命期の1792年発行

リーブル、リーヴル（仏：livre）は、フランスで1795年まで使われていた通貨およびコイン。また、質量の単位。

## 通貨
古代ローマの通貨・コインのリブラ (libra) に由来する。リブラはイタリアではリラ (lira) になった。イングランドではポンドと呼ばれるようになったが、記号￡に libra の頭文字が残っている。それゆえリーブルは「フランスポンド」または「フレンチポンド」 ( French pound ) と呼ばれることがある。
他の補助単位との換算は、1リーブル = 20ソル (スー) = 240ドゥニエ。
ブルボン王朝下のフランスでは、レートが一定しない複数の貨幣制度が混在しており、リーブルはその1つだった。1リーブル = 1/6 - 1/3 エキュ（銀貨） = ルイ・ドール（金貨） 1/40 - 1/20 枚。
フランス革命で、フランスの通貨はフランと補助通貨サンチームに統一された。1795年に80フラン = 81リーブル（1フラン = 1リーブル3ドゥニエ）とされた。その後もしばらく、リーブルはフランの俗称として使われた。

## 質量
リブラやポンド同様、リーブルは質量の単位でもある。量は時代と地方により異なったが、メートル法で1リーブル = 0.5キログラムに統一された。現在でも食品などに使われる。慣用的に500gをリーブル（livre）、250gをドゥミリーブル（demi-livre）という。記号はl 。
統一前の1重量リーブルは例えば14世紀中ごろから18世紀末まで、パリにおいては489.5グラム。1778年まで、アミアンにおいては458.9グラム、北フランスの多くの都市では428.31グラムであった。最終的に1840年1月1日付け発効の公示で0.5キログラムすなわち500グラムとされるまでには経過があった。まず1800年には1,000グラムと定義され、ついで1812年に慣用 (Système Usuel) として500グラムと決められたものの、発効には1840年まで間が設けられた。